# Idrotorace
Con il termine idrotorace ci si riferisce ad una condizione clinica caratterizzata dalla raccolta patologica di liquido sieroso (non infiammatorio) che si accumula nel cavo pleurico.

## Cause e patologie correlate
- Edema generalizzato. In genere associato correlato a disproteinemia. Anomalie nella sintesi proteica possono essere dovute a loro volta a malassorbimento e/o malnutrizione, epatopatia o nefropatia.
- Stasi circolatoria. Circostanze tipiche in cui si può verificare la stasi sono lo scompenso cardiaco[1][2], le malattie renali[3] ed epatiche[4].
- Aumento di pressione venosa o linfatica. In genere collegata a compressione di grosse vene o di vasi linfatici toracici da parte di masse tumorali ad accrescimento mediastinico.

L'idrotorace epatico è una evenienza estremamente comune di idrotorace e si verifica nei soggetti affetti da cirrosi epatica scompensata. Il versamento pleurico in questo caso origina dal versamento ascitico stesso ed è riscontrabile in circa il 5% dei soggetti che presentano cirrosi epatica ed ascite. Nella stragrande maggioranza dei casi il versamento è a destra. Questo tipo di idrotorace oltre ai meccanismi sopra elencati sarebbe anche favorito dalla presenza di piccole soluzioni di continuo nel muscolo diaframma, in particolare nella sua porzione tendinea.

## Segni e sintomi
L'idrotorace dal punto di vista sintomatologico può essere completamente silente. Se assume dimensioni cospicue può venire a determinare compressione degli organi toracici (in particolare cuore, polmoni e grossi vasi), determinando così:
- Malessere generale
- Inappetenza
- Dispnea (difficoltà respiratoria)
- Tachicardia (aumento della frequenza cardiaca)
- Dolore o senso di oppressione toracica
- Cianosi
- Lipotimie (svenimenti).

## Diagnosi
Il sospetto diagnostico è inizialmente clinico e si basa su una attenta raccolta anamnestica e sui sintomi riferiti dal paziente. Ulteriori esami strumentali eseguibili come test di conferma sono:
- La radiografia del torace
- La tomografia computerizzata torace
- Le prove di funzionalità respiratoria

## Diagnosi differenziale
L'idrotorace deve essere distinto da:
- Emotorace (il versamento pleurico è costituito da sangue; in genere collegato a traumi maggiori).
- Empiema (il versamento è costituito da una raccolta di pus; generalmente associato a processi infettivi del torace).
- Chilotorace (versamento di chilo, cioè di liquido linfatico, da rottura del dotto toracico).

## Trattamento
Il trattamento dell'idrotorace può risultare particolarmente complesso.

La terapia deve essere principalmente rivolta a curare le cause sottostanti la condizione, cioè quelle cause che hanno originato il problema.

La terapia diuretica è estremamente valida in molti casi di idrotorace, ed in particolare nel controllare il versamento pleurico ed ascitico in quei soggetti affetti da idrotorace epatico. Nei soggetti che, nonostante la terapia diuretica, permangono sintomatici e segnatamente presentano dispnea a riposo o da sforzo, si può rendere necessario ricorrere alla evacuazione del versamento tramite toracentesi.